# 제노사가
《제노사가》(Xenosaga, 일본어: ゼノサーガ 제노사가[*]) 모노리스 소프트에 개발되고 남코 반다이에 의해 발매된 일련의 공상 과학 비디오 게임이다. 제노사가의 주요 스토리는 플레이스테이션 2 비디오 게임 삼부작의 형태로 구성되어 있다. 세 개의 스핀오프 게임과 각색된 애니메이션이 있다. 제노사가는 스퀘어에 의해 플레이스테이션용으로 1998년 발매되었던 제노기어스에 대해 정신적 계승자로서의 역할을 한다. 제노기어스와 제노사가 두 작품의 제작자는 1998년 스기우라 히로히데와 스퀘어를 떠났던 타카하시 테츠야이다. 남코로 부터의 자금을 이용해, 그들은 모노리스 소프트와 제노사가 프로젝트를 시작하였다.
삼부작의 첫 번째 게임인 에피소드 I: 힘으로의 의지는 2002년 일본에 발매되었고, 북미지역에는 2003년 2월에 발매되었다. 에피소드 II에 대한 플레이 할 수 있는 데모를 가졌던 부담없는 게임인 제노사가 프릭스는 2004년 일본에 발매되었지만, 다른 곳에서는 발매되지 않았다. 에피소드 II: 선악의 피안은 2004년 일본에 그리고 2005년 2월에는 북미 지역에 발매되었다. 에피소드 I에 기반한 아니메인 제노사가: The Animation은 2005년 1월 5일 TV Asahi를 통해 일본에 첫 선보였다. 에피소드 I의 시작의 100년전의 사이보그 지구라트 8의 역사를 묘사하는 휴대폰 기반의 세개 챕터의 길이의 제노사가: 파이드 파이퍼는 2004년 7월에 일본에 발매되었다. 2006년 7월 6일 발매된, 에피소드 III: 차라투스트라는 이렇게 말했다는 제노사가 시리즈의 마지막 타이틀로서 시리즈의 초기 프로젝션을 반으로 효과적으로 잘라냈다. 제노사가 I & II 라고 이름 붙여진 처음 두개의 에피소드의 개작은 2006년 일본에 닌텐도 DS로 발매되었다.
주요 제노사가 삼부작의 모든 세개의 에피소드들은 프리드리히 니체의 저서를부터 이름을 따왔다. 첫번째 에피소드는 니체의 사후에 그의 여동생 엘리자베스 포스터-니체에 의해 출판 된 책인 힘으로의 의지를 따서 이름이 붙여졌다. 여러 니체의 개념 및 참조는 시리즈 전체에 걸쳐 나타난다. 시리즈의 음악은, 세 가지의 게임에 대한 각각의 사운드 트랙 앨범을 포함하여 일련의 음악 앨범 수를 촉발하였다.

## 주요 게임

### 에피소드 I: 힘으로의 의지
인류가 멀리 떨어진 행성과 인공 식민지에 살아가는 T.C. 4767년. 지구는 겉으로 보기엔 사라진 것처럼 보인다. 지구는 성도(星圖)에서 지워졌고 새로이 로스트 예루살렘(Lost Jerusalem)이라 이름 붙여졌다. 모든 알려진 우주 공간의 중심지는, 인류를 돌보는 것으로 여겨지는 은하 연방이 있는 다섯 번째 예루살렘(5th Jerusalem)이다.
지난 14년간 그노시스(Gnosis)라고 알려진 미지의 적이, 겉보기에는 무차별적으로 인류의 식민지를 공격해 왔다.
그러한 그노시스는 ‘요아킴 미즈라히’라는 이름의 과학자에 의해서 T.C 4753년 밀치아 분쟁 중에 이 우주공간으로 보내졌다고 주로 알려져 있다. 그러나 이러한 이야기에는 대중이 실제 아는 것보다 더 많은 것이 있다.
로스트 예루살렘에서의 발견 이후 조할(Zohar)이라고 알려진 인공물이 지구의 소멸을 일으켰음에도 불구하고 수색되어 왔다. 여러 개의 단체들 -특히 지하세계에 있는 Ormus Society와 앞에서 언급한 은하 연방- 은 조할의 힘을 이용하기를 원한다. 두 단체는 조할의 중요성은 세 가지라고 믿고 있다(힘의 원천, 그노시스 위기의 원인 그리고 고차원 세계의 존재인 U-DO에 대한 열쇠). 그러므로 두 단체는 조할이 그노시스 소멸과 무한 에너지에 대한 길이라고 믿고 있다. 동시에 자치적인 제2 밀치아 정부에 의해 비밀스럽게 설립된 독립 단체인 쿠카이 파운데이션(Kookai Foundation) 또한 그들을 감싸고 있는 음모를 조사하면서 조할과 12개의 조할 에뮬레이터(Zohar Emulator)를 모으고 있다.
로스트 예루살렘 시대 이래로 많은 연구자가 조할을 제어하기 위해 연구와 시도를 하였다. 이러한 연구 가운데 결과물이 여러 개의 조할 에뮬레이터의 개발이었다. 그러나 조할 에뮬레이터 중 한 개가 아리아드네(Ariadne) 행성의 소실을 일으켰음에도 불구하고 오리지널 조할의 힘은 알려진 여느 에뮬레이터의 에너지 출력을 능가하고 있다. 더욱 중요한 것은, 어떠한 에뮬레이터라도 조할의 진정한 기능에 적합하지 않다는 것이다.
이 때문에 Ormus society와 은하 연방은 밀치아 분쟁 말기에 밀치아(제1 밀치아, 구 밀치아)에 봉인된 오리지널 조할을 찾는 데 혈안이 되어 있다. 그러나 밀치아를 여는 열쇠와 오리지널 조할은 M.O.M.O.라고 불리는 레어리엔의 정신 안에 숨겨져 있다. Y자료(Y-Data)를 회수하기 위해서 Ormus는 은하 연방과 그 연합에 대해 더미 기관과 내부 관계자들의 군사 세력인 U-TIC 기관 그리고 알베도(Albedo)라고 알려진 정체를 알 수 없는 인물을 이용해 음모를 꾸민다. 이에 대해 은하 연방은 M.O.M.O.를 구출하기 위해서 Ziggurat 8(지기, Ziggy)이라는 이름의 사이보그를 고용하고 그녀의 보디가드로서 행동하게 한다.
한편 현존하는 가장 큰 기업이자 은하 연방에 대한 주된 무기 제조사인 벡터 인더스트리(Vector Industry)는 코드명 KOS-MOS인 안티 그노시스 전투 안드로이드(대(對)그노시스 전투용 안드로이드)를 생산하는 데 나노기술을 사용할 새로운 방법을 현재 연구하고 있다.
그럼에도 벡터 인더스트리와 회사의 첫 번째 R&D 부서의 수석 엔지니어인 시온 우즈키는 다른 생각을 가지고 있다. 단순한 소프트웨어 연구자인 시온은 우주선 보크린데(Woglinde)에서 여행을 하는 도중 불가사의한 그노시스와 오리지널 조할뿐만 아니라 모든 인류의 운명을 새롭게 하는 음모에 휘말리게 된다.

### 에피소드 II: 선악의 피안
제노사가: 선악의 피안은 플레이스테이션2를 위한 롤-플레잉 게임이며 시리즈에서는 두 번째 작품이다. 에피소드 II는 에피소드 I에서 시작된 이야기를 이어가지만 하지만 이번에는 Jr라는 캐릭터에 더 집중을 한다.알베도, Gaignun, Jr의 배경이야기와 중요성이 발전한다. Ormus and Hyams를 포함하여, 다수의 기관들이 밝혀진다. 그노시스는 에피소드 II를 위해 두드러지지 않으며 그대신에 주요 플롯은 조할의 수색에 초점이 맞혀진다. 에피소드 I의 등장인물들은 올드 밀치아에서 일어나는 이벤트에서 중요한 역할을 한다. 비록 에피소드 II에는 여러 미진한 부분과 설명되지 않은 캐릭터들이 있지만, 갑작스러운 클리프행어 없어 결론이 난다. 이것은 에피소드 III이 전체 년 후에 일어날 것이라는 사실에 의해 강조된다. 에피소드 II는 색다른 그래픽, 수정된 배틀 시스템, 새로운 음악 작곡가, 그리고 더 짧은 컷신을 포함하여 에피소드 I의 몇몇 부분을 수정하였다. 이러한 변화는 비평가들로부터 엇갈린평을 이끌어 냈었다. 더욱이, 에피소드 II의 발매 후 여려명의 모노리스 소프트 직원들이 프로젝트로부터 제거되었다.
에피소드 I이 유럽에 발매되지 않았다는 사실에도 불구하고, 소니와 남코는 두번째 에피소드를 시작으로 제노사가 시리즈를 유럽에 발매하였다. 타이틀은 이전에 일어났던 사건들을 설명하기 위해 첫번째 게임의 컷신을 특징으로 하는 3시간 분량의 DVD를 포함하는 ""Collectors Limited Edition""으로 발매가 되었다.

### 에피소드 III: 차라투스트라는 이렇게 말했다
제노사가 에피소드 III: 차라투스트라는 이렇게 말했다는 삼부작의 세번째이자 마지막 게임이다 게임은 플레이스테이션2로 발매가 되었다. 2005년 9월 에피소드 III가 시리즈의  조기 종료를 표실할 것이라고 공식적으로 발표되었다. 본래는 여섯 타일틀에 걸쳐질 것으로 예상되었다. 에피소드 III는 현재의 캐릭터 등장인물들을 이용하여 추가적인 여러 명의 플레이 가능한 캐릭터들(Allen Ridgeley, Miyuki, and Canaan)로 스토리라인을 이어간다. 에피소드 III는 2006년 7월 6일 일본에 그리고 북미지역에는 2006년 8월 29일 남코 반다이에 의해 발매되었다. 첫번째 에피소드가 PAL 릴리즈를 결코 받지 못했던 사실 때문에 그리고 두번째 에피소드가 부실하게 판매되었던 이유 때문에 소니와 남코는 에피소드 III의 PAL 버전에 반대 결정을 내렸다.
배틀 시스템이 변경되었으며, 두개의 이전 게임의 버튼-콤보 인터페이스 스타일을 더 전통적인 메뉴-기반의 시스템에 찬성하여 포기하였다. 이 새로운 시스템은 예를 들어 에테르 스펠 그리고 테크 어택과 같은 일부 전통적인 제노사가 기능을 유지한다. 에피소드 III의 플롯은 에피소드 II의 이벤트의 1년 후를 선택한다.  벡터를 떠난 후, 시온은 보기에 KOS-MOS를 더 이상 쓸모 없게 만드는 여러 가지 새로운 무기 체계의 시험에 관한 이벤트로 당겨진다. 이야기는 그노시스와 오르무스의 기원을 포함하여 남아있는 열린 폴롯 포인트를 짜기 위해 시도한다. 이야기는 또한 시온이 그녀의 애인과 그녀의 가족의 U-TIC과의 개입을 배우는 과거를 다시 방문한다.

## 스핀오프

### 제노사가 파이드 파이퍼
일본에서 휴대 전화로 발매된 제노사가 : 파이드 파이퍼는 에피소드 I의 시작의 백년 이전으로 설정되어 있다. 게임은 사이보그 캐릭터 지기가 Jan Sauer라는 이름의 인간으로 은하 연방의 카운터-테러리즘 태스크 포스를 위해 일을 했던 과거를 탐험한다. 이벤트는 아브락사스 또는 Michtam 이라고 알려진 행성에서 일어난다. 언급할만한 캐릭터는 Sauer의 아내가 되는 Sharon Rozas 박사와 Sauer의 의붓아들인 Joaquin이다.  그의 종속된 팀원은 Jan Sauer의 자살과 나중에 Scientia Lactis를 발견하게 되는 ""Canaan""를 탑재한 초기 모델의 Realian인 Melisse Ortus, Voyager 그리고 경험이 많은 U.M.N. 오퍼레이터인 Mikhail Ortmann이다. 제노사가: 파이드 파이퍼의 목적은 지기, 케이오스, 빌헬름, Voyager 그리고 Dr. Dimitri Yuriev를 포함하여 제노사가 우주에서 가장 중요하지만 아직 거의 존재를 느끼지 못하는 몇몇을 위해 배경 이야기들을 발전시키는 것이다. 줄거리 그 자체는 세개의 챕터를 걸친다. 줄거리는 Sauer와 그의 팀이 U.M.N 네트워크를 이용하여 그의 희생자를 죽이는 해커 별명 ""Voyager""로 만 알려진 연쇄 살인범을 추적할때를 중심으로 한다. 게임은 또한 사가 소라야의 제노사가 프로젝트에 대한 마지막 기여이다.

### 제노사가 프릭스
2004년 4월 28일 일본에 발매된 제노사가 프릭스는 네개의 개별 부분을 포함하였다: 일러스트화된 음성 텍스트 어드벤처처럼 플레이 되는 제노 코미, 제노-피탄이라고 불리는 단어 게임, 에피소드 I 용어의 백과사전, 그리고 에피소드 II의 플레이 가능한 데모 버전이다. 제노 코미의 시나리오는 노리히코 야네사카에게 크레디트되었다 그리고 미츠히로 유키가 감독하였다. 비록 크레디트에 올라가지는 않았지만 에피소드 I에 대한 미츠다 야스노리에 의해 작곡된 몇개의 음악이 게임에 사용되었다. 에피소드 I의 언젠가로 설정되어 있는 제노 코미는 일반적으로 에피소드 I의 여섯명의 주요 캐릭터와 알렌의 유머러스하고 얽힌 모험을 따라간다. 주요 이야기는 고양이-귀를 입은 KOS-MOS가 상상의 고양이를 추적하는 동안 듀란달과 엘자의 많은 부분을 파괴하게 되는 때를 겉보기에는 설명되지 않은 램페이지를 포함한다. 여섯 개 주요 캐릭터에 대한 시나리오를 통해 플레이 한 후, 알렌의 시나리오는 잠금이 해제된다. 그의 이야기는 KOS-MOS를 통제 할 수 없게 이끌었던 이벤트를 밝힌다. 프로페서 그리고 어시스턴트 Scott은 Allen을 궁지로 몰아 내고 그를 어시스턴트 #2로 더빙한 후 그들에게 KOS-MOS에게 리모트 콘트롤 디바이스를 설치하도록 돕도록 그를 설득한다. 이것을 달성하기 위한 프로그램은 Schrödinger라고 불리고 있었다 그리고 KOS-MOS에게 설치 되었던 고양이-귀는 사실은 안테나였다. 에피소드 II를 예시했거나 또는 다른 제노사가 사이드 스토리를 참조 했던 다른 주목할만한 제노 코미 이벤트는 KOS-MOS가 그를 기절시키고 나서 Ziggy가 Sharon과 Joaquin Rozas에 대해 갖는 악몽이다. 그리고 MOMO가 잠시 그녀의 잠재 의식 영역에서 Jr와 Sakura와 만난다. 제노사가 프릭스는 결코 북미지역이나 유럽에 발매된적은 없으며 현재 게임을 위한 영문 번역은 없다.

### 제노사가 I & II
제노사가 I & II는 2006년 3월 30일 일본에 발매되었다. 국제적인 발매에 대한 언급은 지금까지 없었다. 게임은 패미통으로부터 31/40의 전체적인 점수를 받았다.(개별적인 리뷰는 8/8/8/7) 원래는 제노사가 DS 라는 워킹 타이틀 아래에 있었던, 제노사가 I & II는 닌텐도 DS 핸드헬드 시스템을 위한 첫번째 두개의 에피소드에 대한 다시 만든 이야기이다. 게임의 스트립트는(타카하시 테츠야의 아이디어에 의해) 제노사가 : The Animation에서 작업을 하였던 타케다 유이치로에 의해서다. 카우보이 비밥의 타케우치 히로시가 캐릭터 아트에 책임이 있다. 게임을 위한 음악은 제노사가: The Animation의 사운드트랙을 작곡했던 야마시타 코우스케에 의해 작곡되었다. 다른 이전 작업은 꽃보다 남자 그리고 마법전대 매지레인저 라이브 액션 텔레비전 시리즈 그리고 노부나가의 야망 시리즈를 포함한다. 야마시타는 미츠다 야스노리, 카지우라 유키 그리고 호소에 신지를 따라서 제노사가 비디오 게임을 작곡하게 되는 네 번째 작곡가이다.
제노사가 I & II는 이전 두 게임의 정확한 다시 만든 이야기는 아니다. 일부 주요 변경 사항은 첫번째 게임이 이미 배치한 기존의 요소를 변경하지 않고 게임의 스토리 라인에 적용되었다. 일부 시나리오가 편집되고 일부 새롭지만 조연인 캐릭터들이 이러한 새로운 부분에 포함되었다. 본래 Jr.의 시점을 통해 말해 졌던 게임의 에피소드 II 부분이 에피소드 I과 에피소드 III처럼 이제는 시온에게 초점이 맞쳐진다. 게임의 에피소드 II 부분이 스토리라인을 확장하고 향상시킨 제노사가의 제작자인 타카하시 테츠야에 의해 완전히 다시 쓰여 졌다. 이것은 에피소드 II에 의해서 야기 됐던 구멍들을 플롯의 더 나은 이해를 혀용하고 에피소드 III에서 답을 못한 질문의 양을 감소 시키며 매꿔준다. 게임은 DS의 탑 스크린에서 아이소메트릭 시점으로부터 플레이 되며 반면에 아래의 터치 스크린은 명령을 내리거나 메뉴를 탐험 할 때 사용된다. 게임의 전투 역학은 에피소드 II와 달리 에피소드 I의 스타일을 따라간다.

## 같이 보기
- 테레비 아사히계 애니메이션
- 심야 애니메이션 일람
- NAMCO x CAPCOM - 시온, M.O.M.O., KOS-MOS (Ver.1)의 3명(다만 시온과 M.O.M.O.는 페어 유닛), 일부 그노시스, 알렌(회화 씬만)이 등장. 아마 시기적으로는 에피소드 I와 에피소드 II의 사이 정도라고 생각된다. 또, 후술의 무한의 프론티어와는 스토리의 연결을 느끼게 하는 내용이 되고 있다.
- 무한의 프론티어 슈퍼로봇대전 OG사가 - 게스트로서 KOS-MOS (Ver.4)와 T-elos. 그노시스가 등장. 시기적으로는 Ver.4가 된 직후의 이야기. 또, 동작에 게스트 출연하고 있는 「NAMCO x CAPCOM」의 주인공인 아리스 레이지와 샤오무와는 아는 사이라고 하는 설정으로부터 「NAMCO x CAPCOM」의 스토리와 일부 링크 하고 있다고 잡힌다. 또, 속편의 「무한의 프론티어 EXCEED 슈퍼로봇대전 OG사가」에서는 KOS-MOS에 가세해 M.O.M.O.(EP3 사양)도 참전한다.